# William Reais
William Reais (Coira, 4 maggio 1999) è un velocista svizzero, campione europeo under 23 dei 200 metri piani ai campionati di Tallinn 2021.

## Palmarès
| Anno | Manifestazione  | Sede      | Evento      | Risultato   | Prestazione | Note                                            |
| ---- | --------------- | --------- | ----------- | ----------- | ----------- | ----------------------------------------------- |
| 2018 | Mondiali U20    | Tampere   | 200 m piani | Semifinale  | 21"51       |                                                 |
| 2019 | Europei U23     | Gävle     | 200 m piani | Semifinale  | 21"47       |                                                 |
| 2021 | Europei indoor  | Toruń     | 60 m piani  | Batteria    | 6"74        |                                                 |
| 2021 | Europei U23     | Tallinn   | 200 m piani | Oro         | 20"47       | Miglior prestazione europea stagionale under 23 |
| 2021 | Giochi olimpici | Tokyo     | 200 m piani | Semifinale  | 20"44       | Miglior prestazione personale stagionale        |
| 2022 | Europei         | Monaco    | 200 m piani | Semifinale  | 20"82       |                                                 |
| 2022 | Europei         | Monaco    | 4×100 m     | 5º          | 38"36       | Record nazionale                                |
| 2023 | Mondiali        | Budapest  | 200 m piani | Semifinale  | 20"67       |                                                 |
| 2024 | World Relays    | Nassau    | 4×100 m     | Batteria    | 38"55       |                                                 |
| 2024 | Europei         | Roma      | 100 m piani | Semifinale  | 10"32       | Miglior prestazione personale stagionale        |
| 2024 | Europei         | Roma      | 200 m piani | Bronzo      | 20"47       |                                                 |
| 2024 | Europei         | Roma      | 4×100 m     | 5º          | 38"68       |                                                 |
| 2024 | Giochi olimpici | Parigi    | 200 m piani | Ripescaggio | dns         |                                                 |
| 2025 | Europei indoor  | Apeldoorn | 60 m piani  | Semifinale  | 6"70        |                                                 |
| 2025 | Mondiali indoor | Nanchino  | 60 m piani  | Semifinale  | 6"72        |                                                 |

## Campionati nazionali
- 2 volte campione svizzero dei 200 m piani (2020, 2022)
- 4 volte campione svizzero indoor dei 200 m piani (2018, 2019, 2020, 2021)